# Тарасівка (Івано-Франківський район)
Тара́сівка — село Тлумацької міської громади Івано-Франківського району Івано-Франківської області.
До 1946 року село називалося Яцівка.
7 червня 1946 року указом Президії Верховної Ради УРСР село Яцівка Тлумацького району перейменовано на село Тарасівка і Яцівську сільську раду — на Тарасівська.
Відповідно до Розпорядження Кабінету Міністрів України від 12 червня 2020 року № 714-р «Про визначення адміністративних центрів та затвердження територій територіальних громад Івано-Франківської області» увійшло до складу Тлумацької міської громади.

## Населення

### Мова
Розподіл населення за рідною мовою за даними перепису 2001 року:
| Мова       | Кількість | Відсоток |
| ---------- | --------- | -------- |
| українська | 324       | 100%     |